# 相馬崇人
相馬 崇人（そうま たかひと、1981年12月10日 - ）は、神奈川県川崎市出身の元サッカー選手。ポジションはMFまたは、DF（左サイドバック）。
家族は妻と三子(一男二女)にゴエモン（愛犬）。

## 来歴
東京ヴェルディ1969の下部組織出身。東京V所属時は同じくユース出身の平本一樹、戸川健太の3人を称し「81年組」と呼ばれていた。東京Vのユースから直接トップチームには昇格せず、国士舘大学に進み日本フットボールリーグでのプレーを経験。2003年に東京Vに入団（サッカー部は退部したが大学生のままプロ入りし、その後に卒業）。
2004年には、左SBレギュラーだった三浦淳宏が日本代表に招集されチームを離れる期間にアルディレス監督が相馬を抜擢し、三浦が代表からチームに戻ってきてからも相馬をそのまま起用し続け、三浦から左サイドのポジションを奪取した(三浦はその後、神戸に移籍)。2005年シーズンは3バック採用時は左ウイングバック、4バック採用時は左サイドバックとして1年間レギュラーで活躍。このシーズンは東京VはJ2降格となったため、J1でのプレーを希望して浦和レッドダイヤモンズへ完全移籍。
浦和の左サイドには三都主アレサンドロがおり、2006年はその控えという立場だった。三都主が欧州移籍のため退団した2007年はレギュラーとして開幕を迎えたが、夏場に調子を落とすと平川忠亮にポジションを奪われてしまった。その後、12月のクラブワールドカップでは先発に返り咲いた。2008年は浦和移籍後では初の1年間通してのレギュラーで活躍。これまでの左サイドからのチャンスメーカーとしてだけでなく、自己最多の公式戦4得点をマークした。
浦和との3年契約を満了し、念願の欧州移籍を模索していた2008年のシーズンオフ、ドイツ・ブンデスリーガ2部のフライブルクから獲得を前提にした練習参加のオファーを受けるも交渉が長引いたために渡独直前で消滅。
浦和残留が濃厚と見られていたが、2009年1月12日、欧州移籍の実現に向け、移籍先の決まらないまま浦和を退団。
その後、欧州のチームが200近く集まりトレーニング合宿を開いているトルコで、オファー待ちのブラジル人選手同士で作ったブラジル選抜に加わり、他チームと試合をしながらオファーを待った。
1月28日、ポルトガル1部リーグのマリティモと契約。日本では1年半契約で推定年俸30万ユーロ（約3500万円）と報じられたが雑誌のインタビューにより日本円にして600万円の年俸であったことが判明した。
マリティモではリーグ戦通算27試合に出場。2010年4月3日のポルト戦では移籍後初得点を記録するなどしたが、これらの結果に満足していないこと、また生活環境上の理由から、マリティモとの契約を更新する意思がないことを明らかにした。同年6月10日、エネルギー・コットブスに移籍。チーム初の日本人プレイヤーとなった。2011年6月、自らの希望により、契約を解除し退団。
同年7月より、Jリーグ・ヴィッセル神戸に移籍。2年半ぶりに日本でプレーする事となった。加入直後に肉離れにより離脱するも終盤に復帰し、甲状腺炎を患った茂木弘人に代わる左サイドバックとして積極的な攻撃参加でチーム初の1桁順位達成に貢献した。
2012年は低迷するチームの中で、途中故障による離脱もあったが、食事制限等による肉体改造に取り組み、夏場頃から好調をキープし奮闘した。ヴィッセルはもつれ込んだ残留争いの末、最終節でJ2降格が決定してしまったものの、相馬は自身のブログで早々にチーム残留を明言した。
自身初のJ2での戦いとなった2013年は、肉離れにより二度の離脱を余儀なくされるなど怪我に悩まされたシーズンだった。相馬は18試合の出場にとどまったが、ヴィッセルは一年でのJ1復帰を決めた。
2014年シーズンは主将に任命された。2016年シーズン限りでの引退を表明。
引退セレモニーは天皇杯第4回戦鹿島アントラーズとの試合後に行われた。
引退後、妻が代表を務める株式会社KidsDeveloperにて、COOとして児童発達支援事業や放課後等デイサービスなどを展開する事業を行っている。

## 所属クラブ
ユース経歴
- 1988年 - 1993年 南百合丘SC（川崎市立南百合丘小学校）
- 1994年 - 1996年 読売日本SCジュニアユース（川崎市立長沢中学校）
- 1997年 - 1999年 ヴェルディユース（神奈川県立生田東高等学校）
- 2000年 - 2002年 国士舘大学

プロ経歴
- 2003年 - 2005年  東京ヴェルディ1969
- 2006年 - 2008年  浦和レッドダイヤモンズ
- 2009年 - 2010年  CSマリティモ
- 2010年 - 2011年  エネルギー・コットブス
- 2011年7月 - 2016年  ヴィッセル神戸

## 個人成績
| 国内大会個人成績 | 国内大会個人成績 | 国内大会個人成績 | 国内大会個人成績 | 国内大会個人成績 | 国内大会個人成績 | 国内大会個人成績  | 国内大会個人成績  | 国内大会個人成績 | 国内大会個人成績 | 国内大会個人成績 | 国内大会個人成績 |
| 年度             | クラブ           | 背番号           | リーグ           | リーグ戦         | リーグ戦         | リーグ杯          | リーグ杯          | オープン杯       | オープン杯       | 期間通算         | 期間通算         |
| 年度             | クラブ           | 背番号           | リーグ           | 出場             | 得点             | 出場              | 得点              | 出場             | 得点             | 出場             | 得点             |
| 日本             | 日本             | 日本             | 日本             | リーグ戦         | リーグ戦         | リーグ杯          | リーグ杯          | 天皇杯           | 天皇杯           | 期間通算         | 期間通算         |
| ---------------- | ---------------- | ---------------- | ---------------- | ---------------- | ---------------- | ----------------- | ----------------- | ---------------- | ---------------- | ---------------- | ---------------- |
| 2000             | 国士大           | 29               | JFL              | 7                | 0                | -                 | -                 | -                | -                | 7                | 0                |
| 2001             | 国士大           | 5                | JFL              | 5                | 0                | -                 | -                 | -                | -                | 5                | 0                |
| 2002             | 国士大           | 3                | JFL              | 2                | 0                | -                 | -                 |                  |                  | 2                | 0                |
| 2003             | 東京V            | 15               | J1               | 1                | 0                | 0                 | 0                 | 0                | 0                | 1                | 0                |
| 2004             | 東京V            | 15               | J1               | 11               | 2                | 8                 | 0                 | 5                | 0                | 24               | 2                |
| 2005             | 東京V            | 7                | J1               | 28               | 0                | 5                 | 0                 | 0                | 0                | 33               | 0                |
| 2006             | 浦和             | 16               | J1               | 18               | 1                | 7                 | 1                 | 5                | 0                | 30               | 2                |
| 2007             | 浦和             | 16               | J1               | 13               | 0                | 2                 | 0                 | 1                | 0                | 16               | 0                |
| 2008             | 浦和             | 16               | J1               | 27               | 3                | 6                 | 0                 | 1                | 0                | 34               | 3                |
| ポルトガル       | ポルトガル       | ポルトガル       | ポルトガル       | リーグ戦         | リーグ戦         | リーグ杯          | リーグ杯          | ポルトガル杯     | ポルトガル杯     | 期間通算         | 期間通算         |
| 2008-09          | マリティモ       | 77               | SP               | 10               | 0                | -                 | -                 | -                | -                | 10               | 0                |
| 2009-10          | マリティモ       | 7                | SP               | 17               | 2                | -                 | -                 | 2                | 0                | 19               | 2                |
| ドイツ           | ドイツ           | ドイツ           | ドイツ           | リーグ戦         | リーグ戦         | リーグ杯          | リーグ杯          | DFBポカール      | DFBポカール      | 期間通算         | 期間通算         |
| 2010-11          | コットブス       | 7                | ブンデス2部      | 21               | 1                | -                 | -                 | 2                | 0                | 23               | 1                |
| 日本             | 日本             | 日本             | 日本             | リーグ戦         | リーグ戦         | リーグ杯          | リーグ杯          | 天皇杯           | 天皇杯           | 期間通算         | 期間通算         |
| 2011             | 神戸             | 3                | J1               | 8                | 1                | 0                 | 0                 | 2                | 0                | 10               | 1                |
| 2012             | 神戸             | 3                | J1               | 32               | 2                | 5                 | 0                 | 1                | 0                | 38               | 2                |
| 2013             | 神戸             | 3                | J2               | 18               | 1                | -                 | -                 | 2                | 0                | 20               | 1                |
| 2014             | 神戸             | 3                | J1               | 16               | 0                | 4                 | 0                 | 0                | 0                | 20               | 0                |
| 2015             | 神戸             | 3                | J1               | 23               | 0                | 6                 | 0                 | 2                | 0                | 31               | 0                |
| 2016             | 神戸             | 3                | J1               | 17               | 2                | 5                 | 1                 | 0                | 0                | 22               | 3                |
| 通算             | 日本             | 日本             | J1               | 194              | 11               | 48                | 3                 | 18               | 0                | 260              | 14               |
| 通算             | 日本             | 日本             | J2               | 18               | 1                | -                 | -                 | 2                | 0                | 20               | 1                |
| 通算             | 日本             | 日本             | JFL              | 14               | 0                | -\|\|\|\|\|\|\|\| | -\|\|\|\|\|\|\|\| |                  |                  |                  |                  |
| 通算             | ポルトガル       | ポルトガル       | SP               | 27               | 2                | -                 | -                 | 2                | 0                | 29               | 2                |
| 通算             | ドイツ           | ドイツ           | ブンデス2部      | 21               | 1                | -                 | -                 | 2                | 0                | 23               | 1                |
| 総通算           | 総通算           | 総通算           | 総通算           | 274              | 13               | 48                | 2                 | 24               | 0                | 332              | 17               |

その他の公式戦
- 2005年
  - スーパーカップ 1試合0得点

| 国際大会個人成績 | 国際大会個人成績 | 国際大会個人成績 | 国際大会個人成績 | 国際大会個人成績 | FIFA      | FIFA      |
| 年度             | クラブ           | 背番号           | 出場             | 得点             | 出場      | 得点      |
| AFC              | AFC              | AFC              | ACL              | ACL              | クラブW杯 | クラブW杯 |
| ---------------- | ---------------- | ---------------- | ---------------- | ---------------- | --------- | --------- |
| 2007             | 浦和             | 16               | 3                | 0                | 3         | 0         |
| 2008             | 浦和             | 16               | 3                | 1                | -         | -         |
| 通算             | AFC              | AFC              | 6                | 1                | 3         | 0         |

その他の国際公式戦
- 2007年
  - A3チャンピオンズカップ 3試合0得点

## 代表歴
- 2007年　日本代表候補

## その他
- 趣味は料理、スペイン語、ダンス（ジャンルはヒップホップ）。
- 大学3年生の時、プロサッカー選手を目指すため、スペインのグラナダに留学経験がある。
- かなりのサッカーフリークであり、海外サッカーには詳しい（特にスペインリーグ）。
- 好きなサッカー選手はクリスティアーノ・ロナウド、ジョー・コールやロナウジーニョなど、ドリブラーやテクニシャンが多い。なお所属していたマリティモはクリスティアーノ・ロナウドの生まれ故郷であるマデイラ諸島に本拠地を置くクラブである。
- 祖母のいとこが森山欽司（元運輸大臣）、その妻が森山真弓（Jリーグ開幕時の文部大臣）で、二人とも栃木県サッカー協会の会長をつとめている。
- ブログのアクセス件数が非常に多く、一部ではサッカー界のブログ王と称されている。またツイッターにもユーザーとして参加し、2010年の移籍はツイッターの「つぶやき」として最初に発表した。
- 湘南乃風を好んで聴いている。
- マリティモ移籍が決まった2009年1月29日、モデルの秦れいと入籍していた事を自身のブログで報告した[8]。同年11月8日には第1子となる男児が出生した[9]。
- 2011年、神戸のホーム最終戦となった11月27日のジュビロ磐田戦において、神戸移籍後初ゴールを決める。ヒーローインタビューでは、声を張ることなく、クールな受け答えに終始した。しかしその直後、神戸の勝利試合で行われるイベント「Mr.ファイティングスピリット賞」を受賞した際には、「とったどー!!」と絶叫し、多くのサポーターを驚かせたと共に、スタジアムを大いに盛り上げた。
- 2012年にはヴィッセル神戸サポーターの応援企画に心を打たれた等の趣旨を自身のブログに綴った事を皮切りに、頻繁に情熱のこもったメッセージをサポーターに向けて発信するようになった。本人のクールなイメージとのギャップもあって、多くの神戸サポーターの心を掴んでいる。

## タイトル
- 2001年 - 関東大学サッカーリーグ
- 2004年 - 第84回天皇杯
- 2006年 - Jリーグ
- 2006年 - XEROX SUPER CUP
- 2006年 - 第86回天皇杯
- 2007年 - AFCチャンピオンズリーグ